# Yanzatza (kanton)
Yanzatza – kanton w prowincji Zamora-Chinchipe, w Ekwadorze. Stolicą kantonu jest Yanzatza.